# Michael P. Manns
Michael Peter Manns (* 16. November 1951 in Koblenz; † 15. August 2025) war ein deutscher Internist (Gastroenterologie) und Hochschullehrer in Mainz und Hannover, der auf Lebererkrankungen spezialisiert war.

## Leben
Michael P. Manns studierte von 1970 bis 1976 Medizin an der Universität Wien und der Johannes Gutenberg-Universität Mainz. 1976 wurde er mit der Dissertation Die Wirkung von trizyklischen Antidepressiva und von Chlorpromazin auf die Elimination von Noradrenalin am isolierten Kaninchenherzen in Mainz promoviert. Seine Facharztausbildung für Innere Medizin erhielt er an der FU Berlin und der Universität Mainz. 1986 berief die Universität Mainz ihn zum  C2-Professor für Innere Medizin. 1987/88 war er an der Scripps Clinic and Research Foundation in La Jolla. Seit 1991 war Manns Direktor und C4-Professor der Klinik für Gastroenterologie, Hepatologie und Endokrinologie der Medizinischen Hochschule Hannover, was er bis 2020 blieb. Außerdem war er 2015 bis 2018 klinischer Direktor des Helmholtz-Zentrums für Infektionsforschung in Braunschweig (HZI) und Gründungsdirektor des Zentrums für Individualisierte Infektionsmedizin (CiiM) in Hannover. Von 2019 bis 2024 war er Präsident der Medizinischen Hochschule Hannover.
Von 2015 bis 2020 war er im Scientific Panel for Health (SPH) der Europäischen Kommission in Brüssel.
Am 15. August 2025 verstarb Manns im Alter von 73 Jahren an den Folgen einer Tumorerkrankung.

## Werk
Sein Forschungsschwerpunkt waren Lebererkrankungen, besonders Virushepatitis, Autoimmunkrankheiten der Leber, hepatozelluläre Karzinome, Transplantationsmedizin und regenerative Medizin. Er war an klinischen Studien für neue Standardtherapien chronischer Hepatitis beteiligt und etablierte an der MHH ein Kompetenzzentrum für Hepatitis (Hep-net), das zunächst 2002 bis 2010 vom Bundesministerium für Bildung und Forschung (BMBF) und seit 2007 von der Deutschen Leberstiftung gefördert wird. 2001 leitete er eine klinische Studie, die die gute Wirksamkeit von Peginterferon α zusammen mit Ribavirin gegen Hepatitis C zeigte (mit dem Gewicht der Patienten angepasster Dosierung). Dies war lange Zeit die Standardtherapie der Hepatitis C.
2012 leitete er an seinem Zentrum eine klinische Studie, die die Wirksamkeit einer Kombinationsbehandlung mit Peginterferon alpha und Adefovirdipivoxil (beide Medikamente wurden schon gegen Hepatitis B bzw. C eingesetzt) bei den häufig schwerwiegend verlaufenden chronischen Hepatitis-D-Infektionen zeigte.
Er war Autor oder Coautor bei über 1000 Veröffentlichungen mit Peer Review (2022). Er gehört seit Mitte der 2010er Jahre zu den am häufigsten zitierten Forschern (Highly Cited Researchers) von Clarivate Analytics. Er war Gründer und Vorsitzender von HepNet, einem nationalen deutschen Kompetenznetzwerk für Virushepatitis, und Ko-Vorsitzender der EASL-Lancet-Kommission für Lebererkrankungen in Europa. Er war Präsident der Deutschen Gesellschaft für Gastroenterologie (DGVS), der Deutschen Gesellschaft für das Studium der Leber (GASL) und der Deutschen Gesellschaft für Innere Medizin (DGIM). Ferner war er 2016 bis 2017 Präsident der United European Gastroenterology sowie Mitglied in deren wissenschaftlichem Ausschuss.

## Auszeichnungen und Mitgliedschaften (Auswahl)
- 1985: Boehringer Ingelheim Preis der Universität Mainz
- 1990: Clinical Research Award, Göttingen
- 1991: Clemens van Pirquet Award, University of California Davis, USA
- 1995: Internationaler Hans Popper Preis, Basel, Schweiz
- 2002: Robert Pfleger-Forschungspreis, Bamberg
- 2002: Mitglied der Leopoldina
- 2003: Max-Siurala-Award, Finnish Society of Gastroenterology, Turku, Finnland
- 2003: ordentliches Mitglied der Akademie der Wissenschaften zu Göttingen[6]
- 2005: Ehrenmitglied der Argentinischen Gesellschaft für Hepatologie
- 2006: Ehrenmitglied der Ungarischen Gesellschaft für Gastroenterologie
- 2007: European Association for the Study of the Liver (EASL) Recognition Award
- 2022: Lifetime Achievement Award der United European Gastroenterology (UEG).[7]